# Nokia 3120 classic

Nokia 3120 este un telefon cu caracteristici ca cameră foto, mufă 2.5mm, mini-USB, microSDHC, 3G și Bluetooth.

## Design
Telefonul este construit din plastic și are dimensiunea de 111 x 45 x 13 mm.

## Conectivitate
Nokia 3120 classic are USB. 
Telefonul oferă ca conectivitate 3G pentru transferul rapid de date, dar și GPRS și EDGE.
Slotul pentru cardul de memorie este plasat sub capacul bateriei.

## Multimedia
Camera foto este de 2 megapixeli și este dotat cu un bliț LED.
Player-ul video la Nokia 3120 este compatibil cu formatele 3GP și MP4.
Nokia 3120 classic are radio FM și aplicația Visual Radio.

## Caracteristici
- Ecran de 2 inchi QVGA până la 16 milioane de culori
- 4 benzi GSM
- Slot card microSDHC
- Suport 3G și apel video
- Bluetooth și USB
- Radio FM stereo
- Camera de 2 megapixeli
- Mufă audio de 2.5 mm
- Interfața utilizator S40